# Conus inesae
Espèce
Conus inesae est une espèce de mollusques gastéropodes marins de la famille des Conidae.
Comme toutes les espèces du genre Conus, ces escargots sont prédateurs et venimeux. Ils sont capables de « piquer » les humains et doivent donc être manipulés avec précaution, voire pas du tout.

## Description
La taille de la coquille varie entre 25 mm et 36 mm.

## Distribution
Cette espèce marine se trouve dans l'océan Atlantique et est endémique de l'Angola.

## Taxonomie

### Publication originale
L'espèce Conus inesae a été décrite pour la première fois en 2014 par les malacologistes António Monteiro, Carlos Manuel Lourenço Afonso (d), Manuel Jimenez Tenorio (d), José Rosado et David Pirinhas dans la publication intitulée « Xenophora Taxonomy »,.

### Synonymes
- Varioconus inesae Monteiro, Afonso, Tenorio, Rosado & Pirinhas, 2014 · appellation alternative